# أندريه ميلر
أندريه ميلر (بالإنجليزية: Andre Miller) مواليد 19 مارس 1976 في لوس أنجلوس، هو لاعب كرة سلة أمريكي بدأ مسيرته الاحترافية في سنة 1999 يلعب مع فريق مينيسيوتا تيمبر وولفز في الرابطة الوطنية لكرة السلة ويحمل الرقم 24. يبلغ طوله 6 قدم 2 بوصة (1.9 م).

## فرق لعب لها
- كليفلاند كافالييرز
- لوس أنجلوس كليبرز
- دنفر ناغتس
- فيلادلفيا سفنتي سيكسرز
- بورتلاند ترايل بلايزرز
- دنفر ناغتس
- واشنطن ويزاردز
- سكرامنتو كينغز
- مينيسيوتا تيمبر وولفز

## روابط خارجية
- أندريه ميلر على موقع الاتحاد الدولي لكرة السلة (الإنجليزية)
- أندريه ميلر على موقع إن بي أي (الإنجليزية)
- أندريه ميلر على موقع سبورتس رفرنس (الإنجليزية)
- أندريه ميلر على موقع كرة السلة الأوروبية.كوم (الإنجليزية)
- أندريه ميلر على موقع إي إس بي إن.كوم (الإنجليزية)
- أندريه ميلر على موقع كلية كرة السلة في سبورتس رفرنس.كوم (الإنجليزية)
- أندريه ميلر على موقع ريلجم (الإنجليزية)
- أندريه ميلر على موقع بروبوليرز (الإنجليزية)